# Eerste Slag van Dagorlad
De Eerste Slag van Dagorlad is een fictieve veldslag in de werken van J.R.R. Tolkien over Midden-aarde. Het was de eerste grote veldslag van de Oorlog van het Laatste Bondgenootschap.
Sauron had enkele jaren voor de slag Minas Ithil ingenomen en hierop bundelden de mensen en de elfen hun krachten in het Laatste Bondgenootschap van elfen en mensen. De Slag van Dagorlad was een bijzonder hevige veldslag, maar over het precieze verloop is weinig bekend. Wel is bekend dat Oropher, koning van de Boselfen, uit wantrouwen voor de Noldor en de Dúnedain zijn troepen niet onder het opperbevel van Gil-galad, Hoge Koning van de Noldor, had geplaatst. Vervolgens lanceerde Oropher een roekeloze aanval op Saurons linies waarbij hij en twee derde van zijn troepen omkwamen. Na een bittere strijd behaalden de troepen van het Laatste Bondgenootschap de overwinning, waarop de weg naar de Morannon en Mordor open lag.

## Nasleep
Na een belegering van zeven jaar werd Sauron uiteindelijk door Elendil en Gil-galad verslagen, waarna Isildur, de zoon van Elendil, de Ene Ring van Saurons hand afsneed. De slag liet een grote indruk achter in de Derde Era, getuige het gebruik van het woord Dagorlad voor de vlakte waar de slag geleverd was.

## Locatie
Het woord Dagorlad is Sindarijns voor slagveld en is sinds de eerste Slag van Dagorlad de naam van de vlakte waarop verschillende veldslagen werden uitgevochten. Naast deze slag werden in de Derde Era ook de Tweede en de Derde Slag van Dagorlad hier uitgevochten